# 渭ノ津駅
渭ノ津駅（いのつえき）は、かつて北海道雨竜郡雨竜町渭の津にあった日本国有鉄道（国鉄）札沼線の鉄道駅（廃駅）である。事務管理コードは▲120210。

## 歴史
- 1956年（昭和31年）11月16日 - 札沼線石狩追分 - 石狩沼田間再開と同時に新設[2]。
- 1972年（昭和47年）6月19日 - 札沼線新十津川 - 石狩沼田間の廃線により廃止となる[2]。

### 駅名の由来
地名より。当地には1898年（明治31年）に徳島県と兵庫県淡路島からの団体が入植し、現在の徳島市の旧名である「渭津」にちなんで、命名された。
なお、1973年（昭和48年）に国鉄北海道総局が発行した『北海道　駅名の起源』では、アイヌ語の「イノチイ（疲れをいやすところ）」に由来するという説を示している。

## 駅構造
簡易型単式ホーム1面1線。踏切札幌方の札幌に向かって左手（東側）に設置。1963年時点で駅舎（待合室）が踏切横に設置されていた。

## 隣の駅
日本国有鉄道
札沼線
石狩追分駅 - 渭ノ津駅 - 和駅